# Paolo Bossini
Paolo Bossini (* 29. Juni 1985 in Brescia) ist ein ehemaliger italienischer Schwimmer. Er gewann bei Europameisterschaften auf der 50-Meter-Bahn je eine Gold- und Silbermedaille. Auf der 25-Meter-Bahn erschwamm er einmal Gold, einmal Silber und zweimal Bronze.

## Karriere
Der 1,88 Meter große Paolo Bossini schwamm für Circolo Canottieri Aniene. Er gewann über zehn italienische Meistertitel.
Bossini war Zweiter über 200 Meter Brust bei den Junioreneuropameisterschaften 2002. 2003 erschwamm er erneut die Silbermedaille, wobei ihm diesmal nur 0,05 Sekunden zum Sieger fehlten.
2004 bei den Europameisterschaften in Madrid belegte Bossini den siebten Platz über 100 Meter Brust. Über 200 Meter Brust gewann er den Titel mit 0,29 Sekunden Vorsprung vor dem Russen Dmitri Komornikow. Drei Monate später bei den Olympischen Spielen in Athen erreichte Bossini über 200 Meter Brust die drittschnellste Vorlaufzeit und die viertbeste Zeit im Halbfinale. Im Finale schlug er als Vierter 0,33 Sekunden nach dem drittplatzierten Brendan Hansen aus den Vereinigten Staaten an und war damit nach dem zweitplatzierten Ungarn Dániel Gyurta zweitbester Europäer. Die italienische Lagenstaffel wurde im Vorlauf wegen Fehlstarts von Bossini disqualifiziert. Ende 2004 gewann Bossini bei den Kurzbahneuropameisterschaften in Wien auf seiner Paradestrecke mit 0,32 Sekunden vor dem Polen Sławomir Kuczko.
Bei den Mittelmeerspielen 2005 siegte der Franzose Hugues Duboscq über 200 Meter Brust mit 1,17 Sekunden Vorsprung vor Bossini. Im Dezember 2005 bei den Kurzbahneuropameisterschaften in Triest gewann über 200 Meter Brust der Pole Sławomir Kuczko knapp vor dem Russen Grigori Falko. 0,66 Sekunden hinter Falko und 0,06 Sekunden vor dem Ukrainer Ihor Boryssyk erkämpfte Bossini die Bronzemedaille.
2006 verfehlte Bossini bei den Kurzbahnweltmeisterschaften in Shanghai als Zehnter der Vorläufe den Finaleinzug über 200 Meter Brust. Vier Monate später bei den Europameisterschaften in Budapest gewann Kuczko den Titel über 200 Meter Brust mit 0,23 Sekunden Vorsprung vor Bossini, der seinerseits fast eine Sekunde Vorsprung vor den Drittplatzierten hatte. Ende des Jahres bei den Kurzbahneuropameisterschaften in Helsinki siegte der Ungar Gyurta vor Kuczko und Bossini.
Von Ende März 2007 bis Anfang April fanden die Weltmeisterschaften in Melbourne statt. Über 200 Meter Brust schwamm Bossini im Vorlauf die drittschnellste Zeit hinter dem Japaner Kōsuke Kitajima und Bossinis Landsmann Loris Facci. Im Halbfinale war Kitajima wieder der Schnellste vor Paolo Bossini und dem Australier Brenton Rickard, Facci erreichte die viertbeste Zeit. Im Finale siegte Kitajima mit über einer Sekunde Vorsprung vor Rickard. 0,04 Sekunden hinter dem Australier schlug Facci an und hatte 0,35 Sekunden Vorsprung vor dem viertplatzierten Bossini. Im Dezember bei den Kurzbahneuropameisterschaften in Debrecen gewann Dániel Gyurta mit 0,33 Sekunden Vorsprung vor Bossini.
Im März 2008 bei den Europameisterschaften in Eindhoven schied Bossini über 200 Meter Brust im Vorlauf aus. Bei den Olympischen Spielen in Peking belegten Facci und Bossini im Finale über 200 Meter Brust den siebten und achten Platz. 2009 wurde Bossini über 200 Meter Brust Sechster bei der Universiade in Belgrad. Nach 2009 konnte sich Bossini nicht mehr für internationale Meisterschaften qualifizieren, er war aber noch bis 2013 aktiv.